# Zamyn-Üüd
Zamyn-Üüd (tiếng Mông Cổ: Замын-Үүд, cửa đường) là một sum và thành phố của tỉnh Dornogovi ở đông nam Mông Cổ.
Dân số Zamyn-Üüd đạt 11.527 người vào năm 2008.
Zamyn-Üüd thực ra được lấy tên từ khu định cư Dzamiin Üüde (đã bị bỏ hoang) nằm cách 101 km về phía tây bắc đô thị hiện nay (44°30′B 111°15′Đ / 44,5°B 111,25°Đ).
Thành phố nằm trên lộ trình giao thương cũ giữa Bắc Kinh và Urga/Ulaanbaatar, và nay là điểm cửa khẩu biên giới quan trọng nhất giữa Mông Cổ và Trung Quốc, thành phố đối diện bên Nội Mông thuộc Trung Quốc là Erenhot. Theo cơ quan kiểm soát biên giới, có trên 950.000 lượt xuất nhập cảnh vào năm 2004.
Vào tháng 4 năm 2007, việc xây dựng một tuyến đường dài 432 km từ Choir đến Zamyn-Üüd qua Sainshand đã bắt đầu. hoàn thành vào tháng 10 năm 2007.
Khu Kinh tế Tự do "Zamyn-Uud" chính thức được thành lập vào năm 2004. Khu vực có diện tích 900 ha và nằm giữa điểm định cư Zamyn-Üüd và biên giới với Trung Quốc Thành phố là điểm đầu của tuyến dường sắt Xuyên Mông Cổ và được nối với mạng lưới đường sắt của Trung Quốc.

## Khí hậu
Zamyn-Üüd có khí hậu sa mạc lạnh (phân loại khí hậu Köppen BWk) với mùa hè rất ấm và mùa đông rất lạnh. Hầu hết lượng mưa rơi vào mùa hè, cùng một lượng tuyết rơi vào các tháng liền kề tháng Năm và tháng Chín. Mùa đông rất khô.
| Dữ liệu khí hậu của Zamyn-Üüd            | Dữ liệu khí hậu của Zamyn-Üüd | Dữ liệu khí hậu của Zamyn-Üüd | Dữ liệu khí hậu của Zamyn-Üüd | Dữ liệu khí hậu của Zamyn-Üüd | Dữ liệu khí hậu của Zamyn-Üüd | Dữ liệu khí hậu của Zamyn-Üüd | Dữ liệu khí hậu của Zamyn-Üüd | Dữ liệu khí hậu của Zamyn-Üüd | Dữ liệu khí hậu của Zamyn-Üüd | Dữ liệu khí hậu của Zamyn-Üüd | Dữ liệu khí hậu của Zamyn-Üüd | Dữ liệu khí hậu của Zamyn-Üüd | Dữ liệu khí hậu của Zamyn-Üüd |
| Tháng                                    | 1                             | 2                             | 3                             | 4                             | 5                             | 6                             | 7                             | 8                             | 9                             | 10                            | 11                            | 12                            | Năm                           |
| ---------------------------------------- | ----------------------------- | ----------------------------- | ----------------------------- | ----------------------------- | ----------------------------- | ----------------------------- | ----------------------------- | ----------------------------- | ----------------------------- | ----------------------------- | ----------------------------- | ----------------------------- | ----------------------------- |
| Cao kỉ lục °C (°F)                       | 10.5 (50.9)                   | 13.0 (55.4)                   | 24.9 (76.8)                   | 34.0 (93.2)                   | 37.1 (98.8)                   | 39.9 (103.8)                  | 40.0 (104.0)                  | 40.3 (104.5)                  | 34.6 (94.3)                   | 27.6 (81.7)                   | 19.4 (66.9)                   | 9.9 (49.8)                    | 40.3 (104.5)                  |
| Trung bình ngày tối đa °C (°F)           | −11.0 (12.2)                  | −6.0 (21.2)                   | 4.8 (40.6)                    | 14.4 (57.9)                   | 23.0 (73.4)                   | 27.8 (82.0)                   | 29.8 (85.6)                   | 27.7 (81.9)                   | 21.4 (70.5)                   | 13.0 (55.4)                   | 1.4 (34.5)                    | −8.6 (16.5)                   | 11.5 (52.6)                   |
| Trung bình ngày °C (°F)                  | −18.5 (−1.3)                  | −14.5 (5.9)                   | −4.5 (23.9)                   | 5.9 (42.6)                    | 14.4 (57.9)                   | 20.2 (68.4)                   | 22.8 (73.0)                   | 20.8 (69.4)                   | 13.5 (56.3)                   | 4.4 (39.9)                    | −6.6 (20.1)                   | −15.9 (3.4)                   | 3.5 (38.3)                    |
| Tối thiểu trung bình ngày °C (°F)        | −24.7 (−12.5)                 | −21.8 (−7.2)                  | −11.9 (10.6)                  | −2.0 (28.4)                   | 6.8 (44.2)                    | 12.4 (54.3)                   | 16.2 (61.2)                   | 14.3 (57.7)                   | 6.7 (44.1)                    | −2.3 (27.9)                   | −12.7 (9.1)                   | −21.8 (−7.2)                  | −3.4 (25.9)                   |
| Thấp kỉ lục °C (°F)                      | −39.3 (−38.7)                 | −42.3 (−44.1)                 | −28.4 (−19.1)                 | −18.6 (−1.5)                  | −9.0 (15.8)                   | −6.5 (20.3)                   | 7.2 (45.0)                    | 0.9 (33.6)                    | −5.6 (21.9)                   | −17.5 (0.5)                   | −30.5 (−22.9)                 | −39.9 (−39.8)                 | −42.3 (−44.1)                 |
| Lượng Giáng thủy trung bình mm (inches)  | 1.9 (0.07)                    | 1.3 (0.05)                    | 1.6 (0.06)                    | 3.8 (0.15)                    | 7.1 (0.28)                    | 14.9 (0.59)                   | 28.5 (1.12)                   | 29.1 (1.15)                   | 14.0 (0.55)                   | 5.8 (0.23)                    | 1.9 (0.07)                    | 1.1 (0.04)                    | 111 (4.36)                    |
| Số ngày giáng thủy trung bình (≥ 1.0 mm) | 0.6                           | 0.3                           | 0.6                           | 1.0                           | 1.6                           | 2.6                           | 5.0                           | 4.7                           | 2.7                           | 1.2                           | 0.8                           | 0.4                           | 21.5                          |
| Nguồn: NOAA (1961-1990)                  |                               |                               |                               |                               |                               |                               |                               |                               |                               |                               |                               |                               |                               |